# Констанса Вільєнська
Конста́нса (ісп. Constanza; 1315/1317 — 13 листопада 1345) — кастильська шляхтянка, королева Кастилії (1325—1327). Представниця Вільєнської гілки кастильського Бургундського дому. Донька Хуана Вільєнського й Констанси Арагонської. Вперше одружена з кастильським королем Альфонсо XI (1325), що знущався над нею, розірва шлюб і ув'язнив її в Торо (1327). Звільнена після низки воєн батька Хуана із Альфонсо. Вдруге вшлюбі з португальським інфантаом Педру, португальським королем (1339), який зраджував її зі служницею і подругою дитинства Інес де Кастро. Матір португальського короля Фернанду I. Також — Конста́нція (лат. Constantia), Конста́нса Вільє́нська (ісп. Constanza de Villena), Конста́нса Мануе́ль (ісп. Constanza Manuel).

## Життєпис
Констанса народилася між 1315 і 1317 роками в Гарсімуньосі, в родині вільєнського князя Хуана, мажордома Кастилії. Її матір'ю була арагонська інфанта Констанса, донька арагонського короля Хайме II. Аристократка була внучкою кастильського інфанта Мануеля і правнучкою кастильського короля Фернандо III.
1325 року, за наполяганням батька, 10-13-літню Констансу видано в шлюб з 14-річним кастильським королем Альфонсо XI. Кастильські кортеси ухвалили цей шлюб 28 листопада того ж року в Вальядоліді. Офіційного вінчання не відбулося через неповноліття нареченої. Констанса прийняла титул королеви Кастилії і вживала його в листуванні, зокрема із дідом Хайме II.
Чоловік не любив Констансу, привселюдно принижував її[джерело?], а через два роки розлучився і ув'язнив Констансу в Тороському замку, після чого одружився із португальською інфантою Марією, донькою короля Афонсу IV. Зневажений діями зятя, батько Констанси підняв проти нього повстання, до якого долучилися сусіди королівства. 1329 року, за посередництва овієдського єпископа Хуана дель Кампо, ворогуючі сторони уклали мир за умови звільнення Констанси.
1331 року батько Констанси уклав союз із португальським королем Афонсу IV, пообіцявши видати Констансу за інфанта Педру, спадкоємця португальського престолу. Проте через чергову війну Хуана з королем Альфонсо XI, який не бажав віддавати колишню дружину за кордон, Констанса не могла виїхати до Португалії. 6 лютого 1336 року в Еворі, в монастирі святого Франциска, відбулися заочні заручини. 1339 року кастильський король таки дав остаточний дозвіл на виїзд. Офіційна шлюбна церемонія Констанси і Педру відбулася 24 серпня 1339 року в Лісабоні. Від чоловіка вона отримала сеньйорії Аленкера, Візеу і Монтемора-у-Нову.
До Португалії Констанса прибула з великим почтом, в якому була її служниця і подруга дитинства Інес де Кастро. Чоловік побачив служницю і потайки від Констанси вступив у перелюб із нею. Це зруйнувало стосунки подруг і серйозно зашкодило здоров'ю Констанси. 1344 року вона дозволила де Кастро стати хрещеною матір'ю свого сина Луїша, але син помер за тиждень. Щоб приструнити сина, король Афонсу вислав Інес де Кастро до прикордонного Альбуркерке.
Констанса померла 13 листопада 1345 року, за кілька тижнів після народження сина Фернанду, майбутнього короля Португалії. За народними легендами її доконала подружня зрада чоловіка. Похована через чотири роки в Сантарені, в жіночому монастирі святого Франциска. Одразу ж після її смерті Педру таємно обвінчався з Інес де Кастро.

## Сім'я
- Батько: Хуан (1282—1348) — князь вільєнський, мажордом Кастилії.
- Матір: Констанса (1300—1327) — донька Хайме II, короля Арагону.
- 1-й чоловік: Альфонсо XI (1311—1350) — король Кастилії (1312—1350).
- 2-й чоловік: Педру I (1320—1367), король Португалії (1357—1367)
- Діти:
  - Марія (1342—1375) — португальська інфанта; ∞ Фернандо, арагонський інфант.
  - Луїш (1344) — португальський інфант; помер у дитинстві.
  - Фернанду I (1345—1383), король Португалії (1367—1383)